# 越智繁雄
越智 繁雄（おち しげお、1958年 - ）は、日本の国土交通技官。国土交通省関東地方整備局長や、国土地理院長などを務めた。

## 人物・経歴
山口県下関市出身。山口県立豊浦高等学校、九州大学工学部土木工学科を経て、1983年九州大学大学院工学研究科土木工学専攻修士課程修了、建設省（現国土交通省）入省。大臣官房技術調査室技術管理官、河川局治水課事業監理室長、内閣府政策統括官（防災担当）付参事官（地震・火山・大規模水害対策担当）、大臣官房技術調査課長、水管理・国土保全局水資源部長（併）内閣官房副長官補付内閣審議官（併）内閣官房水循環政策本部事務局長を経て、2014年7月8日関東地方整備局長（併）関東地方整備局建設業法令遵守推進本部長。2015年7月31日国土地理院長。2016年6月21日国土交通省大臣官房付、退官。同年10月1日河川情報センター審議役。のち河川情報センター業務執行理事。2020年大成建設執行役員技術担当。2022年大成建設常務執行役員。